# Tomislav Arčaba
Tomislav Arčaba (n. 12 decembrie 1983, Wollongong, Australia) este un fotbalist australian.

## Carieră
A debutat pentru Gloria Buzău în Liga I pe 26 octombrie 2008 într-un meci terminat la egalitate împotriva echipei Steaua București.